# Bruine groenuil
De bruine groenuil (Anaplectoides prasina) is een nachtvlinder uit de familie van de uilen, de Noctuidae. De voorvleugellengte bedraagt tussen de 20 en 25 millimeter. De soort komt verspreid over het Palearctisch en Nearctisch gebied voor. Hij overwintert als rups.

## Waardplanten
De bruine groenuil heeft als waardplanten allerlei kruidachtige planten, struiken en loofbomen.

## Voorkomen in Nederland en België
De bruine groenuil is in Nederland en België een zeldzame soort, die verspreid over het hele gebied kan worden gezien. De vlinder kent één generatie die vliegt van halverwege mei tot in augustus.